# Dubu kimchi
El dubu kimchi es un popular plato coreano consistente en kimchi salteado servido con tofu. El tofu frito o simplemente en rodajas y el kimchi se sirven a menudo con cerdo cortado. A pesar del nombre del plato, el tofu no se fermenta en el kimchi.
El plato suele servirse como anju (acompañamiento consumido con alcohol), y es especialmente popular como acompañamiento del soju.